# 瘋狂電視台瘋電影
《瘋狂電視台瘋電影》（英語：It's a Mad, Mad, Mad, Mad Show），是一部於2019年上映的喜劇賀歲片，改編自全民大劇團舞台劇《瘋狂電視台》，由歐漢聲、林明禎、卓文萱、劉冠廷、納豆、顏正國領銜主演，這也是歐漢聲出道22年來首度擔綱電影男主角。電影於2019年2月1日於台灣上映。
故事描述電視台的製作人小葉在缺乏資金和人力的情況下製作出各種節目，企圖挽救電視台收視，卻捲入一場意外的危機。劇中有諸多資深製作人、主持人、藝人客串，包括王偉忠、李濤、吳宗憲、NONO、方芳芳等，也回顧了台灣的綜藝史，提到《六燈獎》、《嘎嘎嗚啦啦》、《綜藝一百》、《百戰百勝》、《我猜我猜我猜猜猜》、《康熙來了》等過去的綜藝節目。

## 劇情大綱
「瘋狂電視台」的總經理羅總（納豆飾）唯利是圖，他企圖以各種方式搞垮電視台的收視率並賤價出售給流氓老大David哥（顏正國飾）獲利，製作人葉自強（小葉，歐漢聲飾）雖然很有熱情，但製播的節目總是不長命，他在不知情的狀況下被任命為製作總監，小葉和熱愛表演的童年好友阿比（劉冠廷飾）、夢想成為明星的馬來西亞少女Diva（林明禎飾）攜手，試圖讓電視台起死回生，他們無所不用其極地試圖替電視台賺錢，例如假造收訊不良的畫面、誘騙兒童觀眾撥打付費電話、設計冠名贊助商、抄襲其他新聞、模仿友台的節目、對觀眾催眠等，但這些各種荒誕的手法反而讓節目收視率提高。但這種方式讓資深的宋導播（梁修身飾）看不下去，憤而離開電視台。
為了避免計畫告吹，羅總下令將三人裁員，順利將電視台賣給David哥。三人合開了麵攤勉強餬口，小葉和Diva也日久生情。一日，他們看到瘋狂電視台的新節目「我是好節目」正在徵選製作人，為了重返電視台，三人四處拜訪各個主持人，最後阿比決定假扮匪徒挾持攝影棚，沒想到過程中有真正的蒙面歹徒闖入直播節目，使觀看人數逼近六百萬。
歹徒對著廣大觀眾表達自己看到電視台日益沉淪的心痛，並宣揚自己身為電視人所秉持的理念，他隨後揭露自己的真實身份，正是先前遭開除的宋導播，羅總向他道歉並與他把酒言歡，並將這些內容都視為節目的一環。在警方包圍電視台後，節目依然未中斷，挾持遂演變成鬧劇。有觀眾Call in到節目中質疑小葉與當紅女星鍾琳（卓文萱飾）的感情問題，鍾琳聞訊後依約前往電視台，與小葉解開了過去的感情問題，同時宋導播的女兒和孫女來到電視台勸他回家，讓宋導播感到愧對家人，舉槍自戕未遂，小葉受到波及。警方迅速壓制了攝影棚，將兩人送醫急救。
宋導播遭到收押，而羅總和David哥的交易也東窗事發，遂遭到警方調查。阿比成為舞台劇的編導，小葉和Diva成了情侶，並在之後結婚。

## 演员
- 歐漢聲 饰演 葉自強，瘋狂電視台的製作人
- 林明禎 饰演 Diva
- 劉冠廷 饰演 阿比
- 林郁智 饰演 羅總，瘋狂電視台的總經理
- 顏正國 饰演 David哥
- 卓文萱 饰演 鍾琳
- 梁修身 饰演 宋吉正，瘋狂電視台的導播
- 鍾欣凌 饰演 宋吉正的女兒
- 朱德剛 饰演 相叔
- 鄧安寧 饰演 鄧導
- 梁赫群 饰演 小梁
- 舞思愛 饰演 唱歌美女
- 紀艾希 饰演 檳榔西施
- 吳宗憲 饰演 本人
- 郭子乾 饰演 本人
- 陳漢典 饰演 本人
- 張嘉雲 饰演 本人
- 彭華幹 饰演 本人
- 李明川 饰演 本人
- 楊雄 饰演 本人
- 王偉忠 饰演 本人
- NONO 饰演 本人
- 李濤 饰演 本人
- 方芳芳 饰演 本人
- 盛竹如 饰演 本人
- 邱勝翊 饰演 本人
- 蘭萱 饰演 本人
- 李永萍 饰演 本人
- 趙少康 饰演 本人，《少康戰情室》主持人
- 蔡康永 饰演 本人，《康熙來了》主持人

## 評價
影評人黃以曦認為作品活潑且有創意，肯定歐漢聲和劉冠廷的演技，但批評劇情太過鬆散，張力和深度都不足，整體而言屬於佳作。影評MAPLE同樣讚賞歐漢聲和劉冠廷的演技，尤其劉冠廷更是堪稱完美，但他批評全片到了後段就開始下坡，劇情的命題淪為口號，懷舊元素也顯得單薄。影評柿子認為這部作品的原作《瘋狂電視台》非常傑出，但這部改編電影實在老套且脫節，許多舞台劇的表演方式在未經調整的情況下搬上電影銀幕後就變得不倫不類，而在演員妝髮、布景及劇情上都粗製濫造，唯一值得讚賞的只有歐漢聲和劉冠廷。

## 外部連結
- 瘋狂電視台瘋電影的Facebook專頁
- 開眼電影網上《瘋狂電視台瘋電影》的資料（繁體中文）
- Yahoo奇摩電影上《瘋狂電視台瘋電影》的資料（繁體中文）
- 豆瓣电影上《瘋狂電視台瘋電影》的資料 （简体中文）